# Czernidłówka omączona
Czernidłówka omączona (Coprinopsis laanii (Kits van Wav.) Redhead, Vilgalys & Moncalvo) – gatunek grzybów należący do rodziny kruchaweczkowatych (Psathyrellaceae).

## Systematyka
Pozycja w klasyfikacji według Index Fungorum: Coprinopsis, Psathyrellaceae, Agaricales, Agaricomycetidae, Agaricomycetes, Agaricomycotina, Basidiomycota, Fungi.
Po raz pierwszy opisała go w 1968 r. dr Kits van Waveren nadając mu nazwę Coprinus laanii. W wyniku badań filogenetycznych prowadzonych na przełomie XX i XXI wieku mykolodzy ustalili, że rodzaj Coprinus jest polifiletyczny i rozbili go na kilka rodzajów. Obecną, uznaną przez Index Fungorum nazwę nadali temu gatunkowi Redhead, Vilgalys i Moncalvo w 2001 r.
Polską nazwę czernidłak omączony zaproponował Władysław Wojewoda w 2003 r. dla synonimu Coprinus laanii. Po przeniesieniu do rodzaju Coprinellus nazwa ta stała się niespójna z obecną nazwą naukową. W 2025 r. Komisja ds. Polskiego Nazewnictwa Grzybów Polskiego Towarzystwa Mykologicznego zarekomendowała dla rodzaju Coprinopsis nazwę czernidłówka.

## Występowanie
Podano występowanie Coprinopsis laanii w kilku krajach Europy i na Nowej Zelandii. W Polsce do 2003 r. podano jedno tylko stanowisko w Tatrzańskim Parku Narodowym w 2002 r. Nowsze stanowiska podaje internetowy atlas grzybów. Jest w nim zaliczony do gatunków zagrożonych i wartych objęcia ochroną.
Saprotrof. Występuje w lasach, na resztkach próchniejącego drewna, wśród mchów.